# Conus allaryi
Espèce
Statut de conservation UICN

 VU D2 : Vulnérable
Conus allaryi est une espèce de mollusques gastéropodes marins de la famille des Conidae.
Comme toutes les espèces du genre Conus, ces escargots sont prédateurs et venimeux. Ils sont capables de « piquer » les humains et doivent donc être manipulés avec précaution, voire pas du tout.

## Description
La taille de la coquille varie entre 23 mm et 26 mm.

## Distribution
Cette espèce est présente dans l'océan Atlantique au large de l'Angola.

### Niveau de risque d’extinction de l’espèce
Selon l'analyse de l'UICN réalisée en 2011 pour la définition du niveau de risque d'extinction, l'aire de répartition semble être limitée à un seul endroit, peut-être à une seule baie. Cet endroit est affecté par le développement de la ville de Benguela. Il s'agit d'une ville relativement grande, de sorte que la pollution de la ville peut constituer une menace réelle pour cette espèce. Avec le développement accru de la région et l'augmentation potentielle de la population, la pollution est susceptible d'augmenter. En 2011, les effets de la pollution sur l'espèce sont méconnus, de sorte que des recherches supplémentaires sont nécessaires. En utilisant une approche de précaution en raison de la localisation très restreinte de cette espèce à proximité d'un développement urbain majeur, l'espèce a été évaluée comme Vulnérable (VU D2). L'augmentation des niveaux de pollution, alimentée par le développement de la zone, est la menace la plus plausible pour cette espèce. L'effet de l'augmentation des niveaux de pollution sur cette espèce est actuellement inconnu ; il pourrait entraîner des déclins rapides sur une courte période de temps et conduire à une inscription sur la liste des espèces en danger critique d'extinction, ce qui explique l'adoption de l'approche de précaution. Si les effets sont moins graves, l'espèce devrait être déclassée dans la catégorie "Quasi menacé" dès que des informations supplémentaires seront disponibles. Des prospections pétrolières ont été effectuées le long de la côte de l'Angola et d'éventuelles explorations pétrolières pourraient avoir un effet sur la côte de l'Angola dans le futur, mais il n'y a pas de développement actuel de ces activités.

## Taxonomie

### Publication originale
L'espèce Conus allaryi a été décrite pour la première fois en 2008 par le malacologiste italien Luigi Bozzetti (d) (1948-) dans la publication intitulée « Malacologia Mostra Mondiale »,.

### Synonymes
- Conus (Lautoconus) allaryi Bozzetti, 2008 · appellation alternative
- Varioconus allaryi (Bozzetti, 2008) · non accepté

## Identifiants taxonomiques
Chaque taxon catalogué par les bases de données biologiques et taxonomiques possède un identifiant qui permet d'établir un point de référence. Les identifiants de Conus allaryi dans les principales bases sont les suivants :
CoL : XWVF - GBIF : 6511239 - iNaturalist : 150308 - IRMNG : 11783984 - TAXREF : 153740 - UICN : 192594 - 